# Ste-Marie-Madeleine (Saint-Maximin-la-Sainte-Baume)

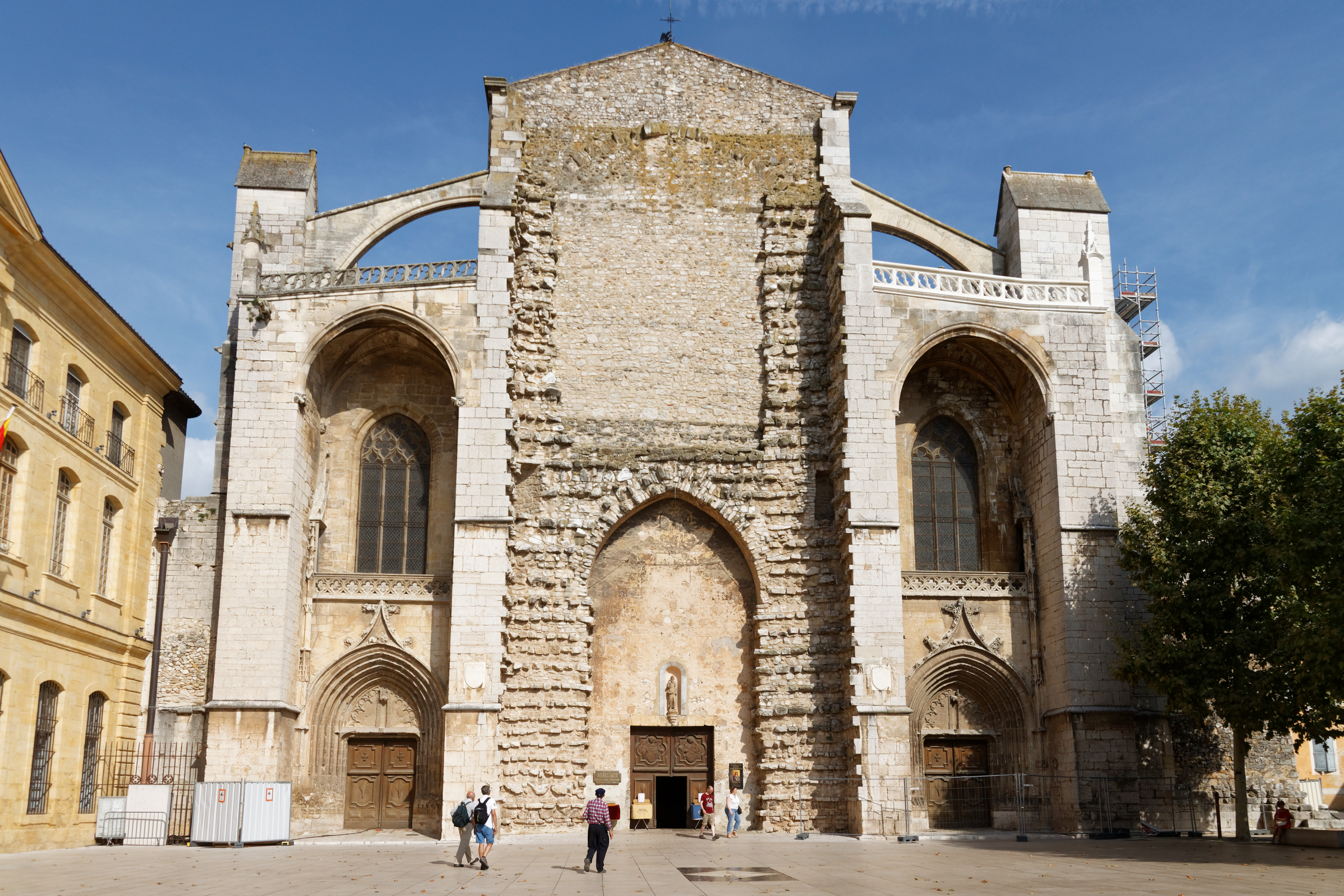
Fassade der Basilika

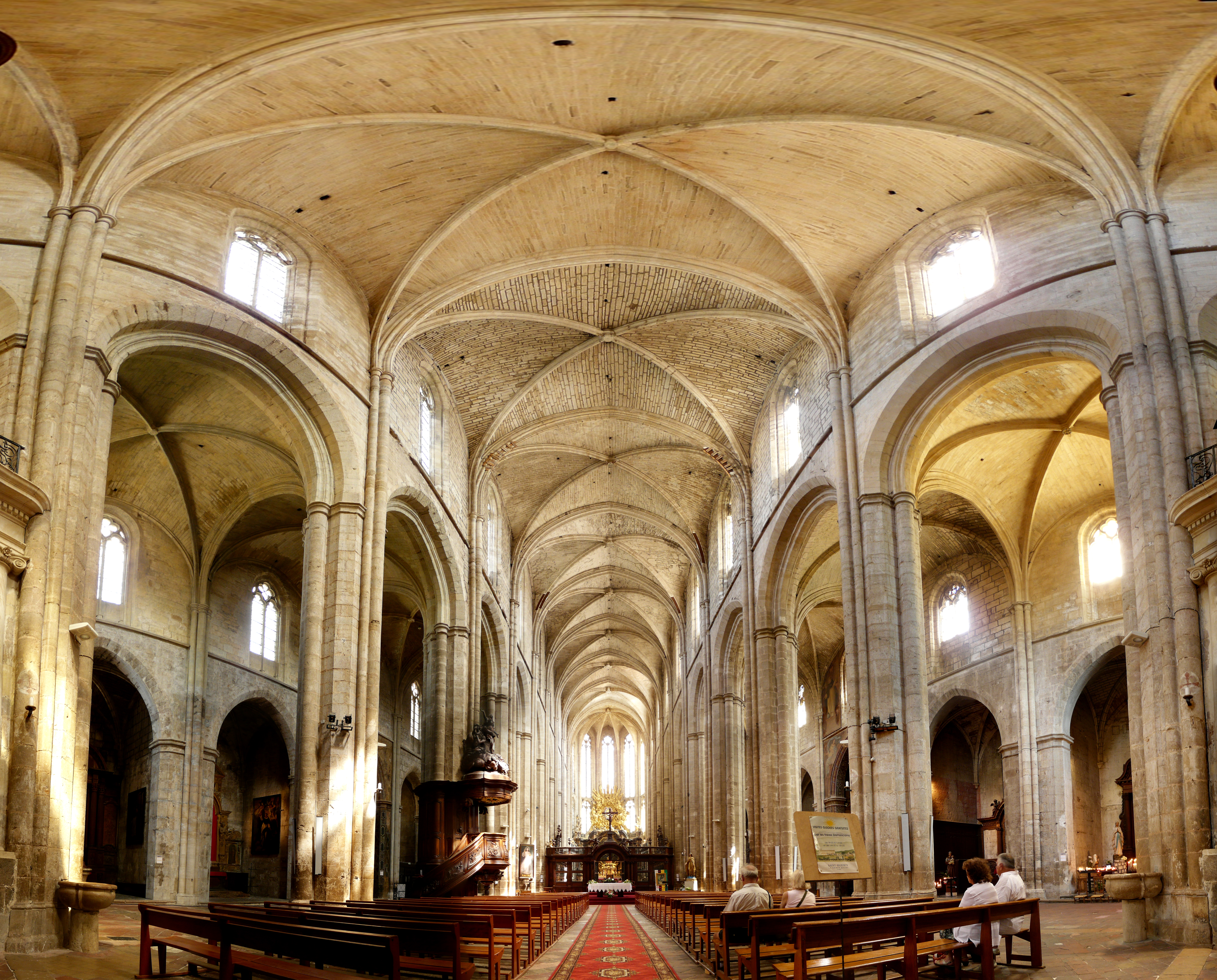
Innenraum der Basilika

Die Basilika Sainte-Marie-Madeleine de Saint-Maximin-la-Sainte-Baume wurde 1532 fertiggestellt und gehört zu den wichtigsten Bauten der Gotik in der Provence. Den Titel einer Basilica minor erhielt sie 2018.

## Geschichte
Nach einer Legende wurden 1279 in dem Maximinus von Aix geweihten Oratorium an der Stelle der heutigen Basilika die Gebeine Maria Magdalenas entdeckt, die angeblich in einer nahen Höhle lebte und zusammen mit Maximus in die Gegend gekommen war. Der Bau der Basilika begann zwischen 1295 und 1316 mit der Errichtung von Apsis und Chor nach Plänen von Pierre d’Augicourt anstelle einer alten Kirche aus der Merowingerzeit. Danach war der Bau unterbrochen und wurde erst 1404 wieder fortgesetzt. Zum Weiterbau kam es erst in den Jahren 1508 bis 1532, wobei die Fassade nicht fertiggestellt wurde, zum Bau eines Turms kam es nicht mehr. In diesem Zustand blieb sie bis in die Gegenwart erhalten.

## Orgel

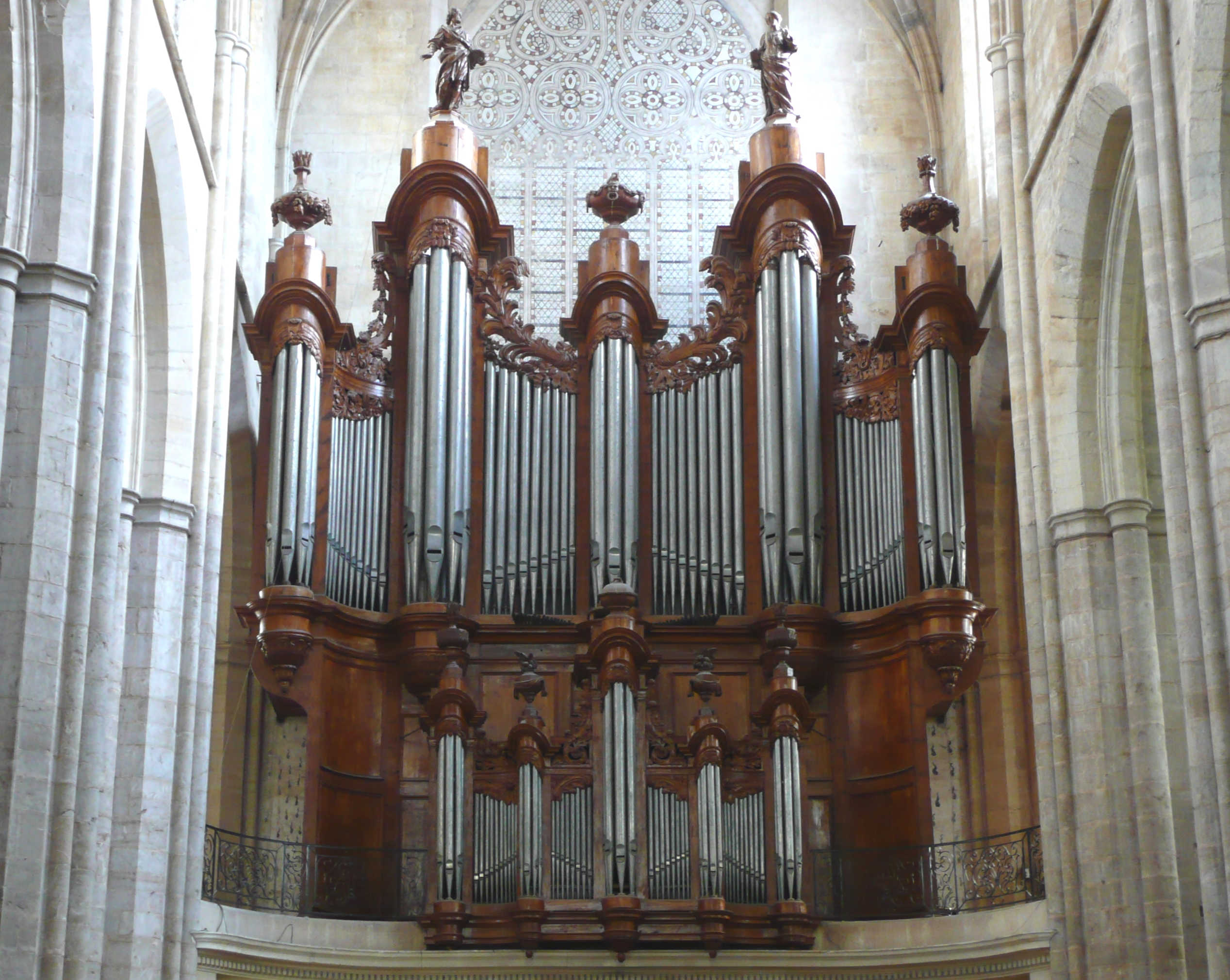
Orgel

Von 1772 bis 1774 erbaute Jean Esprit Isnard eine Orgel mit 43 Registern auf vier Manualen. Sie ist weitgehend in ihrem ursprünglichen Zustand erhalten und gilt als einer der wichtigsten Vertreter der französischen orgue classique. Die beiden Diskant-Horizontaltrompeten (Dessus de Trompette en chamade) stellen eine Besonderheit dar, da derartige Register im französischen Orgelbau jener Zeit unüblich waren. Im 19. Jahrhundert erhielt die Orgel eine neue Balganlage und neue Klaviaturen, die einer Umfangserweiterung entsprachen, die Stimmung wurde modernisiert, 1927 baute man ein elektrisches Schleudergebläse ein. Seit 1953 ist die Orgel als „Monument historique“ klassifiziert. 1954 führte Pierre Chéron eine Erhöhung des Winddruckes durch. In den Jahren 1987 bis 1991 erfolgte eine Restaurierung durch die Manufacture provençale d’orgues aus Carcès (Var) unter Leitung von Yves Cabourdin, wobei die Veränderungen rückgängig gemacht wurden. Dabei führte man wieder eine ungleichschwebende Stimmung (Werckmeister III) ein. Die heutigen Klaviaturen stammen von dieser Restaurierung. Pierre Bardon (1934–2021) war von 1961 bis 2008 Titularorganist. Die Orgel hat folgende Disposition:
| I Positif CD–d3  |        |
| Montre           | 08′    |
| Bourdon          | 08′    |
| Flûte            | 08′    |
| Prestant         | 04′    |
| Nasard           | 2 ⁄3′  |
| Doublette        | 02′    |
| Quarte de Nasard | 02′    |
| Tierce           | 1 3⁄5′ |
| Larigot          | 1 ⁄3′  |
| Fourniture       | 0IV    |
| Cymbale          | 0III   |
| Cornet           | 0V     |
| Trompette        | 08′    |
| Cromorne         | 08′    |
| Clairon          | 04′    |

| II Grand Orgue CD–d3 |        |
| Montre               | 16′    |
| Bourdon              | 16′    |
| Montre               | 08′    |
| Bourdon              | 08′    |
| Gros Nasard          | 5 1⁄3′ |
| Prestant             | 04′    |
| Grosse Tierce        | 3 1⁄5′ |
| Grosse Fourniture    | 0II    |
| Petite Fourniture    | 0IV    |
| Cymbale              | 0IV    |
| Cornet               | 0V     |
| Trompette            | 08′    |
| Dessus de Trompette  | 08′    |
| Voix humaine         | 08′    |
| Clairon              | 04′    |

| III Résonance CD–d3 |     |
| Jeux d'Écho         |     |
| Dessus de Flûte     | 08′ |
| Dessus de Cornet    | 0V  |
| Dessus de Trompette | 08′ |
| Jeux de Pédale      |     |
| Flûte               | 16′ |
| Flûte               | 08′ |
| Flûte               | 04′ |
| Bombarde            | 16′ |
| 1ère Trompette      | 08′ |
| 2ième Trompette     | 08′ |
| Clairon             | 04′ |

| IV Récit g0–d3 |     |
| Cornet         | 0V  |
| Trompette      | 08′ |
| Hautbois       | 08′ |

| Pédale                                       |
| ohne eigene Register, angehängt an Résonance |

- Koppeln: I/II, II/III als Schiebekoppel

- Tremblant fort, Tremblant doux

Anmerkungen
1. 1 2  en chamade
2. ↑  Register des Echowerks
3. ↑  Pedalregister, auch vom Manual aus spielbar
4. ↑  Das Pedal verfügt über zwei austauschbaren Pedalklaviaturen:

à la française: CD–h0 (23 Tasten)
à l’allemande: CD–g1 (31 Tasten)

## Diskografie
- Nicolas de Grigny: Messe. Orgel: Pierre Bardon (1985); Disques Pierre Verany, Aix-en-Provence, 1990 (1 CD)
- Nicolas de Grigny: Hymnes. Orgel: Perre Bardon (1991); Disques Pierre Verany, Aix-en-Provence, 1992 (1 CD)
- François Couperin: Messe pour les couvents, Messe pour les paroisses. Orgel: Pierre Bardon (1985); Disques Pierre Verany, Aix-en-Provence, 1985 (2 CDs)
- Alexandre-Pierre-François Boëly: Œuvres choisies. Orgel: Thomas Schmögner (1996); Edition Lade, Langen bei Bregenz, 1997 (1 CD)